# Torsten Hafström
Torsten Erivan Gunnarsson Hafström, född 11 augusti 1902 i Hedvig Eleonora församling, Stockholm, död 30 januari 1988 i Oscars församling, Stockholm, var en svensk läkare.
Hafström blev medicine licentiat i Stockholm 1929 och medicine doktor 1936. Han innehade olika läkarförordnanden 1929–1935, var förste underläkare och biträdande lasarettsläkare i invärtes medicin vid Sankt Eriks sjukhus 1935–1943, vid Södersjukhuset 1943–1945, förste underläkare vid psykiatriska kliniken vid Sankt Eriks sjukhus 1945, föreståndare för medicinska polikliniken vid Södersjukhuset 1946–1960, överläkare vid eftervårdskliniken där 1953–1960, vid kliniken för långvarigt kroppssjuka 1961–1967 och överläkare vid medicinska kliniken III 1967–1968. 
Hafström var ledamot av överstyrelsen för Stockholms stads brandförsäkringskontor från 1946, vice ordförande i Medicinalstyrelsens rättspsykiatriska nämnd 1954–1958, ordförande där 1958–1967, och Socialstyrelsens rättspsykiatriska sektion av Rättsläkarrådet 1968–1972. Han var sakkunnig i neurologi vid Riksförsäkringsverket från 1969 och författade skrifter i invärtes medicin och neurologi.
Han var brorson till Arthur Hafström och bror till Gerhard Hafström. Torsten Hafström är begravd på Norra begravningsplatsen utanför Stockholm.